# National League 1876
National League 1876 var den første sæson i baseballligaen National League, som den 2. februar 1876 var blevet grundlagt i Chicago, efter at National Association var lukket året før. Ligaen havde deltagelse af otte hold, som skulle spille 72 kampe i perioden 22. april – 21. oktober.
Mesterskabet blev vundet af Chicago White Stockings som vandt 52 og tabte 14 kampe.

## Resultater
| Plac. | Hold                      | Kampe | Vundne | Uafgj. | Tabte | Proc.  |
| ----- | ------------------------- | ----- | ------ | ------ | ----- | ------ |
| 1.    | Chicago White Stockings   | 66    | 52     | 0      | 14    | 78,8 % |
| 2.    | Hartford Dark Blues       | 69    | 47     | 1      | 21    | 69,1 % |
| 3.    | St. Louis Brown Stockings | 64    | 45     | 0      | 19    | 70,3 % |
| 4.    | Boston Red Caps           | 70    | 39     | 0      | 31    | 55,7 % |
| 5.    | Louisville Grays          | 69    | 30     | 3      | 36    | 45,5 % |
| 6.    | New York Mutuals          | 57    | 21     | 1      | 35    | 37,5 % |
| 7.    | Philadelphia Athletics    | 60    | 14     | 1      | 45    | 23,7 % |
| 8.    | Cincinnati Red Stockings  | 65    | 9      | 0      | 56    | 13,8 % |